# 永安乡 (永福县)
永安乡，是中华人民共和国广西壮族自治区桂林市永福县下辖的一个乡镇级行政单位。常住人口为15224人（2020年）。

## 行政区划
永安乡下辖以下地区：
永安村、军屯村、太和村、喇塔村、独州村、永富村、凤凰村、永新村和枫木村。